# Замок Эйдон

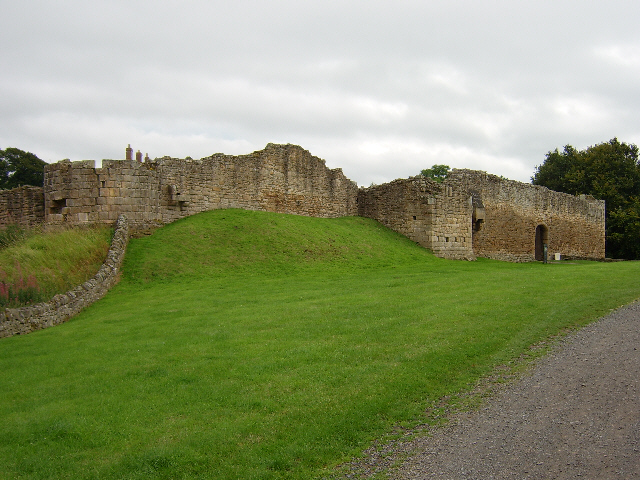
Руины внешней стены замка.

Замок Эйдон (англ. Aydon Castle) расположен на севере Англии в графстве Нортумберленд.

## История замка
Замок представляет собой прекрасный пример средневекового английского поместья. Его построил в 1296 г. Роберт де Реймс, богатый торговец из Саффолка. К сожалению, местоположение Эйдона делало его уязвимым для набегов шотландцев, поэтому в 1305 г., получив соответствующее разрешение, Роберт значительно укрепил замок и окружил его стеной. Однако это не помешало шотландцам дважды захватывать замок в 1315 и 1346 гг.
В последующие столетия владельцы замка часто менялись. Многие из них предпочитали жить в другом месте, сдавая Эйдон в аренду. Благодаря этому поместье сохранилось в практически неизменном виде. С начала XX в. и до 1966 г. в Эйдоне размещалась ферма, а потом замок перешёл под опеку государства.

## Появление в фильмах
В замке снимались некоторые сцены фильма «Елизавета» (1998, в ролях Кейт Бланшетт, Джеффри Раш).